# Central Cee
Central Cee, pseudonimo di Oakley Neil H. T. Caesar-Su (Londra, 4 giugno 1998), è un rapper britannico.
Il suo mixtape di debutto, Wild West (2021), accolto favorevolmente dalla critica e commercialmente con l'ingresso sul podio della Official Albums Chart, è stato seguito nel 2022 dal secondo mixtape 23, che ha raggiunto la prima posizione nel Regno Unito, e i singoli di successo internazionale Doja e Let Go. L'anno seguente ha ottenuto la sua prima numero uno nella Official Singles Chart con il brano Sprinter, in collaborazione con Dave.

## Biografia
Oakley Neil H T Caesar-Su nasce il 4 giugno 1998 nel quartiere londinese di Ladbroke Grove, da madre inglese e padre guyanese di origini cinesi.
All'eta di 7 anni i genitori si separano portando così la madre e i due fratelli minori di Oakley a trasferirsi nel quartiere di Shepherd's Bush.
Cresce ascoltando hip hop, reggae e dancehall grazie al padre. Lascia la scuola a 16 anni e comincia a lavorare per tre settimane in un negozio di scarpe, ma appena scopre a quanto ammonta lo stipendio, lascia il lavoro. Da lì il rapper comincia a spacciare per guadagnare soldi.
Central Cee inizia a pubblicare musica nel 2012 all'età di quattordici anni. A gennaio 2015 compare nel brano Ain't On Nuttin Remix con J Hus e Bonkaz e in quell'occasione viene concepito il suo nome d'arte, appunto "Central Cee" (in origine "Central C"). Il mese successivo pubblica il suo primo brano ufficiale, StreetHeat Freestyle, ma inizia a farsi notare solo nel 2018 con Running Man, continuando a pubblicare poi alcuni singoli durante il 2019, anno del freestyle Next Up?, per il canale d'intrattenimento musicale Mixtape Madness. 
In questo periodo si avvicina alla UK drill, abbandonando hip-hop e auto-tune: pubblica quindi il singolo Day in the Life il 14 giugno 2020, seguito da Molly il 27 luglio, il freestyle Mad About Bars per Mixtape Madness il 17 agosto e infine Loading il 22 ottobre. 

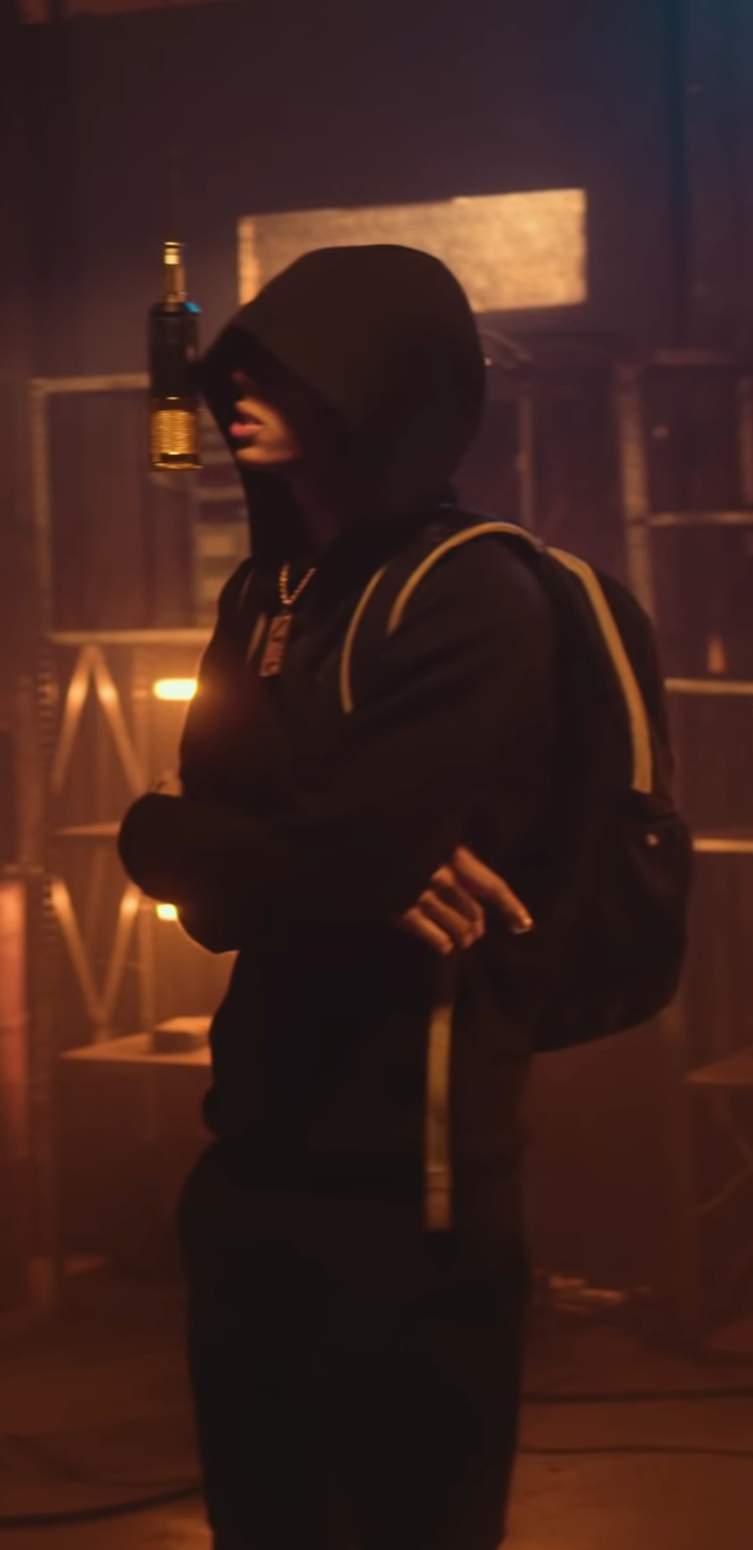
Central Cee mentre registrava nel 2020

Il 2021 inizia con la pubblicazione di Pinging (6 Figures) e Commitment Issues: quest'ultimo brano raggiunge la nona posizione nella Official Singles Chart, risultando seconda top venti per l'artista dopo il diciannovesimo posto di Loading. Il 26 febbraio appare nel singolo Movie del rapper italiano Rondodasosa. Il suo mixtape di debutto, Wild West, venne pubblicato indipendentemente il 12 marzo. Anticipato da quattro singoli estratti (Day in the Life, Loading, Pinging e Commitment Issues), il disco raggiunge la seconda posizione della Official Albums Chart grazie a 15 105 unità equivalenti ad album vendute nella prima settimana, di cui 6 302 copie fisiche. 
Il 10 settembre Central Cee pubblica a sorpresa il singolo Obsessed with You, il quale contiene un campionamento di Just for Me della cantante connazionale PinkPantheress, andato virale sulla piattaforma TikTok. Il 25 dicembre viene pubblicato il suo freestyle per il canale GRM Daily. Il 6 gennaio 2022 esce il singolo Retail Therapy, mentre il 28 viene annunciata la lista tracce del secondo mixtape 23, la cui pubblicazione avvenne il 25 febbraio 2022. Il progetto esordisce direttamente al primo posto della classifica degli album britannica.
Il 21 luglio 2022 viene messo in commercio il singolo Doja, diventato il brano di Central Cee con il più alto posizionamento nella classifica dei singoli britannica. Doja, accompagnato dal relativo videoclip musicale diretto da Cole Bennett, ha raggiunto il primo posto in Nuova Zelanda e il terzo in Australia, ottenendo successo a livello internazionale. In autunno pubblica l'EP No More Leaks, composto da quattro tracce incluso il singolo One Up; contemporaneamente, l'artista è impegnato con il Still Loading World Tour, sua prima tournée mondiale estesa anche al 2023. Poco prima della data di Londra tenutasi il 22 novembre 2022, Central Cee registra il video del singolo Let Go, distribuito il successivo 15 dicembre. Il brano, che campiona il celebre Let Her Go di Passenger, debutta al primo posto in Francia.
Il 1º giugno 2023 Central Cee e Dave pubblicano Sprinter, primo estratto di Split Decision, l'EP congiunto dei due rapper, messo in commercio il 5 dello stesso mese. Inoltre, il singolo raggiunge la prima posizione della Official Singles Chart.
Il 24 gennaio del 2025, Central Cee pubblica il preannunciato album Can't Rush Greatness, già anticipato da alcune canzoni pubblicate l'anno precedente, come BAND4BAND, in collaborazione con il rapper americano Lil Baby, e l'altro singolo Gen Z Luv.

## Discografia

### Album in studio
- 2025 – Can't Rush Greatness

### EP
- 2022 – No More Leaks
- 2023 – Split Decision (con Dave)

### Mixtape
- 2021 – Wild West
- 2022 – 23

### Singoli

#### Come artista principale
- 2020 – Day in the Life
- 2020 – Molly
- 2020 – Loading
- 2021 – Pinging (6 Figures)
- 2021 – Commitment Issues
- 2021 – 6 for 6
- 2021 – The Great Escape (con Blanco)
- 2021 – Meant to Be (con Stay Flee Get Lizzy e Fredo)
- 2021 – Little Bit of This
- 2021 – Obsessed with You
- 2021 – Daily Duppy (con GRM Daily)
- 2022 – Retail Therapy
- 2022 – Cold Shoulder
- 2022 – Khabib
- 2022 – Doja
- 2022 – LA Leakers Freestyle
- 2022 – One Up
- 2022 – Let Go
- 2023 – Me & You
- 2023 – Sprinter (con Dave)
- 2023 – On the Radar Freestyle (con Drake)
- 2023 – Too Much (con Jung Kook e The Kid Laroi)
- 2023 – Entrapreneur
- 2024 – I Will
- 2024 – Band4Band (con Lil Baby)
- 2024 – Did It First (con Ice Spice)
- 2024 – Gen Z Luv
- 2024 – Bolide Noir (con JRK 19)
- 2024 – Moi (con Raye)

#### Come artista ospite
- 2019 – Back2Back (Kairo Keyz feat. Central Cee)
- 2021 – Movie (Rondodasosa feat. Central Cee)
- 2021 – Measure of a Man (FKA twigs feat. Central Cee)
- 2021 – Overseas (D-Block Europe feat. Central Cee)
- 2021 – Startn Up (OhGeesy feat. Central Cee)
- 2022 – West Connect (Luciano feat. Central Cee)
- 2023 – Nice to Meet You (PinkPantheress feat. Central Cee)

## Tournée
- 2022/23 – Still Loading World Tour

## Riconoscimenti
- BRIT Awards
  - 2022 – Candidatura al miglior artista rivelazione[25]
  - 2022 – Candidatura al miglior artista hip hop/rap/grime[25]
  - 2022 – Candidatura alla canzone dell'anno per Obsessed with You[25]
  - 2023 – Candidatura all'artista dell'anno[26]
  - 2023 – Candidatura al miglior artista hip hop/rap/grime[26]
  - 2025 – Candidatura all'artista dell'anno[27]
  - 2025 – Candidatura alla canzone dell'anno per Band4Band[27]
  - 2025 – Candidatura al miglior artista hip hop/rap/grime[27]

- Global Awards
  - 2022 – Candidatura al miglior artista hip hop o R&B[28]

- MOBO Awards
  - 2021 – Candidatura al miglior artista maschile[29]
  - 2021 – Candidatura alla canzone dell'anno per Commitment Issues[29]
  - 2021 – Miglior rivelazione[30]
  - 2021 – Miglior artista drill[30]

- NME Awards
  - 2022 – Candidatura al miglior mixtape per Wild West[31]